# Pinus lawsonii
Pinus lawsonii là một loài thực vật hạt trần trong họ Thông. Loài này được Roezl ex Gordon miêu tả khoa học đầu tiên năm 1862.